# Giberto Borromeo (1671-1740)
Pour les articles homonymes, voir Borromeo et Giberto Borromeo.
Giberto Borromeo (né le 12 septembre 1671 à Milan, en Lombardie, alors capitale du duché de Milan et mort le 22 janvier 1740 à Novare) est un cardinal italien du XVIIIe siècle.

## Biographie
Giberto Borromeo  est nommé patriarche titulaire d'Antioche en 1711. Il est nommé évêque de Novare en 1717. À partir de 1716, il est préfet du Cibuculi.  
Le pape Clément XI le crée cardinal lors du consistoire du 15 mars 1717.  
Giberto  Borromeo est le neveu du cardinal Giberto Borromeo seniore (1652) et le grand-oncle du cardinal Vitaliano Borromeo (1766). Les autres cardinaux de sa famille sont : Carlo Borromeo (1560), Federico Borromeo (1587), Federico Borromeo (1670) et Edoardo Borromeo (1868).

## Sources
- Fiche du cardinal sur le site fiu.edu